# Protaetia johani
Protaetia johani är en skalbaggsart som beskrevs av Arnaud 1992. Protaetia johani ingår i släktet Protaetia och familjen Cetoniidae. Inga underarter finns listade i Catalogue of Life.